# Корчівка (Романівська селищна громада)
Корчі́вка — село в Україні, у Романівській селищній територіальній громаді Житомирського району Житомирської області. Розташоване в передмісті Романова за 1 км. Населення становить 371 особу (2001).

## Населення
Відповідно до результатів перепису населення СРСР, кількість населення, станом на 12 січня 1989 року, становила 363 особи. Станом на 5 грудня 2001 року, відповідно до перепису населення України, кількість мешканців села становила 371 особу.

## Історія
На околиці села знайдено уламки посудин і крем'яних знарядь часів неоліту.
Колишній орган місцевого самоуправління — Врублівська сільська рада.